# Louis Baptiste Pons-Tande
Louis Baptiste Pons-Tande, né le 17 novembre 1814 à Mirepoix (Ariège) et mort le 2 mars 1894 à Mirepoix, est un homme politique français.

## Biographie
Orphelin à l'âge de deux ans, il étudie au lycée Louis-le-Grand à Paris, avant de devenir journaliste.
Opposant à la Monarchie de Juillet, il est député de l'Ariège de 1849 à 1851, siégeant à gauche. Opposant au Second Empire, il quitte alors la vie politique pour n'y revenir qu'en 1871. Maire de Mirepoix, il est de nouveau député de l'Ariège de 1885 à 1889, siégeant dans la majorité opportuniste.